# 弦楽四重奏曲第5番 (シューベルト)
弦楽四重奏曲第5番 変ロ長調 D 68 は、フランツ・シューベルトが1813年に作曲した弦楽四重奏曲。

## 概要
前作である『第4番 ハ長調』（D 46）の完成から1ヵ月後の1813年6月8日に着手し、同年6月16日に第1楽章が書き上げられ、8月18日には第2楽章が完成されている。だが、本作は唯一2つの楽章のみで構成されており、明らかに中間の楽章を欠いた形となっている。これは「シューベルト自身が2つの楽章だけで十分と考えた」「中間の楽章は紛失した」「シューベルトが未完成のまま残した」という説が挙げられているが、そのあたりの正確な事情は不明である。

## 曲の構成
全2楽章構成、演奏時間は約14分。前作とかなり似通った書法で書かれ、半音階的な書法などが目立っている。しかし、本作は動機の活用、リズムの変化、規模の大きなまとめあげ方といった点で、前作より進歩した面を持っている。また4つの声部のバランスの点も同じである。
- 第1楽章 アレグロ
変ロ長調、4分の4拍子、ソナタ形式。
付点音符と3連音を使用した推進的な力を持っている。ここではベートーヴェン的ではあるが、4つの声部の均等さの点ではむしろハイドン的である。

- 第2楽章 アレグロ
変ロ長調、4分の2拍子、ロンド形式。
シューベルトが好んでいた舞曲風の主題を持っている。